# تپه ورودی نرگه
تپه ورودی نرگه مربوط به دوران‌های تاریخی پس از اسلام است و در شهرستان تاکستان، شهر نرجه واقع شده و این اثر در تاریخ ۳ بهمن ۱۳۷۹ با شمارهٔ ثبت ۲۹۹۳ به‌عنوان یکی از آثار ملی ایران به ثبت رسیده است.